# Raphaël Dinelli
Raphaël Dinelli, né le 13 mai 1968 à Floirac (Gironde), est un navigateur français.

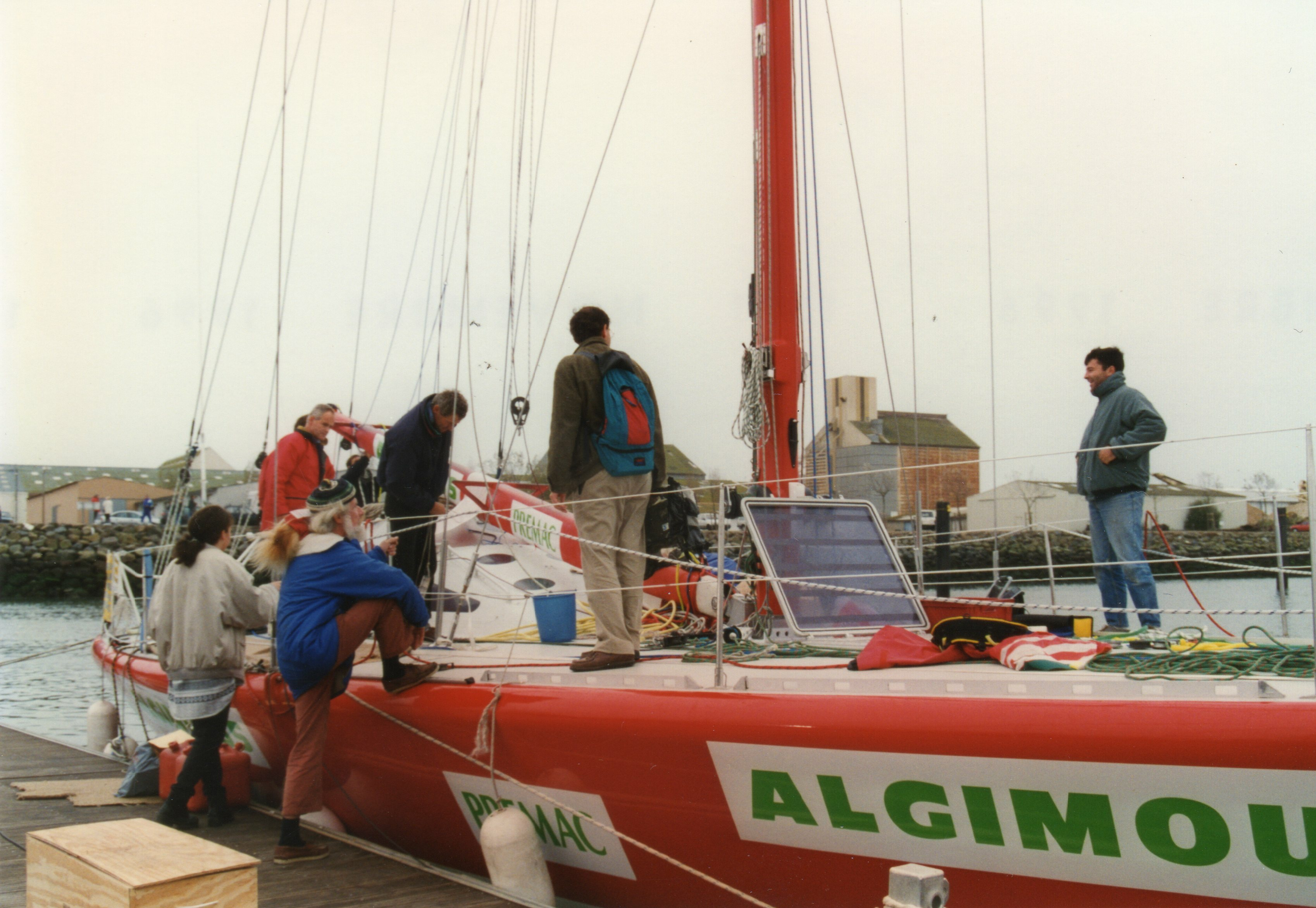
Algimouss au départ du Vendée Globe 1996-1997.

## Biographie
Passionné de voile, notamment de planche à voile, Raphaël Dinelli quitte à 20 ans son activité de cadre commercial pour se former à l'école nationale de voile de Quiberon. Il navigue sur First Class 8 et devient préparateur au chantier Capitaine Flint de Titouan Lamazou. Il travaille notamment avec Bertrand de Broc après son rachat de l'Écureuil d'Aquitaine II de Lamazou en 1992. En 1993, il participe à sa première Solitaire du Figaro et termine quatorzième et deuxième bizut. Après une vingt-sixième place en 1994, il termine à la dixième place de l'édition 1995. Il effectue également plusieurs convoyages en solitaire à travers l'Atlantique.
Après le Figaro 1995, Dinelli se prépare pour participer au Vendée Globe 1996. Son principal sponsor s'étant retiré, il convainc l'organisateur de la course, double vainqueur du BOC Challenge, Philippe Jeantot de lui confier son Crédit Agricole IV, avec lequel il a couru le Vendée Globe 1989 et le BOC Challenge 1990, en échange d'une remise en état. Il recueille le soutien de l'association Deux mains pour les enfants, qui lance une souscription pour financer sa course. Il parvient à réunir suffisamment de fonds pour remplacer la quille, qui est allongée et allégée de deux tonnes. À deux semaines du départ, Dinelli obtient le soutien de la société Prémac et de leur produit Algimouss, qui le sponsorise en bouclant son budget, jusqu'alors déficitaire d'un million de francs. Cependant, son navire est prêt trop tard et il ne peut effectuer l'intégralité du parcours de qualification de 2 000 milles marins en raison d'une tempête en mer d'Irlande, le 27 octobre 1996. Il n'est donc pas autorisé à participer au Vendée Globe par la Fédération française de voile, malgré le soutien de Jeantot et des autres coureurs. 
Raphaël Dinelli prend cependant le départ le 3 novembre 1996 après avoir fait appel de la décision de la FFV ; il est alors surnommé « le pirate » par toute la presse française. Pendant les deux premiers mois de la course, Dinelli navigue au sein d'un groupe relativement homogène, composé de Catherine Chabaud, Pete Goss et Patrick de Radiguès. Le matin du 25 décembre, pris dans une tempête dépassant les 70 nœuds, Algimouss chavire, son mât perfore le pont, ouvrant plusieurs voies d'eau. Au bout de trois heures, il se redresse et commence à sombrer, pendant que Dinelli se réfugie sur le pont battu par les vagues. Seul Pete Goss, situé 160 milles au sud, est en mesure de lui porter assistance. Le marin britannique affronte pendant 24 heures la tempête, chavirant lui-même à plusieurs reprises avant de parvenir à localiser Dinelli dans son radeau de survie, lancé par un avion de la marine australienne au moment où Algimouss sombrait. En hypothermie, affamé et assoiffé, Dinelli est soigné par Goss pendant les douze jours que durent leur trajet vers le port australien de Hobart.
Devenus inséparables – Goss est le témoin de Dinelli à son mariage pendant l'été 1997 – les deux hommes terminent cinquièmes de la Transat Jacques-Vabre 1997.
En décembre 1997, Raphaël Dinelli s'associe à Sodebo et le cabinet d'architecte de Jean-Marie Finot et Pascal Conq pour concevoir un 60 pieds pour le Vendée Globe 2000. L'innovation de Sodebo est un mât-aile basculant. Il est mis à l'eau en septembre 1998, tout juste quelques semaines avant le début de la Route du Rhum. Dinelli termine troisième monocoque. Cependant, la collaboration avec Sodebo se passe mal et un terme y est mis en février 1999.
Débarqué par son sponsor, Raphaël Dinelli ne renonce pas et repart en 2000 pour un nouveau Vendée Globe. Ayant heurté une baleine il se voit contraint à l'abandon mais finira son tour hors classement. Ce n'est qu'en 2004 sur Akena qu'il réalise enfin son rêve et boucle pour sa troisième participation son tour du monde.
Passionné de technologie, le marin désormais installé aux Sables-d'Olonne, est également très sensible à la protection de l'environnement. Dès 1998, il construit lui-même une maison bioclimatique à énergie positive. 

## Fondation Océan Vital
En 2007, il crée la Fondation Océan Vital, reconnue d'intérêt général, dont il est le directeur de recherches.
Elle regroupe des entreprises, des industriels, des chercheurs et des techniciens dans le but de créer des solutions de développement durable par les énergies renouvelables en améliorant des process existants. La Fondation développe également un programme pédagogique. Elle est soutenue par la Fondation Nicolas-Hulot pour la Nature et l'Homme, par ses membres fondateurs, l’École centrale de Nantes, L’ICAM de Nantes, Le pôle de recherche EMC2 et le Conseil Régional des Pays de la Loire.
Il participe au Vendée Globe 2008-2009 sur un bateau laboratoire destiné à fiabiliser le matériel développé lors des programmes de recherches de la Fondation. Il a conçu et testé des panneaux solaires souples et une éolienne verticale. Il se classe 10e en terminant la course le 14 mars 2009. 
À la suite de ces tests en conditions réelles il rencontre Régine Charvet Pello, fondatrice de l'agence de design RCP Design Global. Ensemble ils mettent  en œuvre le concept d’encapsulation de cellules en silicium dans des matériaux composites, créé par la Fondation Océan Vital. Pour tirer profit de cette nouvelle génération de panneaux solaires, les designers de l'agence RCP imaginent une ombrière photovoltaïque baptisée SUDI, pour laquelle ils s'inspirent de structures naturelles. C'est une station autonome de recharge d’énergie pour les véhicules électriques à disposition des usagers, notamment par les collectivités locales et territoriales. Cette innovation est présentée à la Biennale internationale du design de Saint-Étienne 2010,.

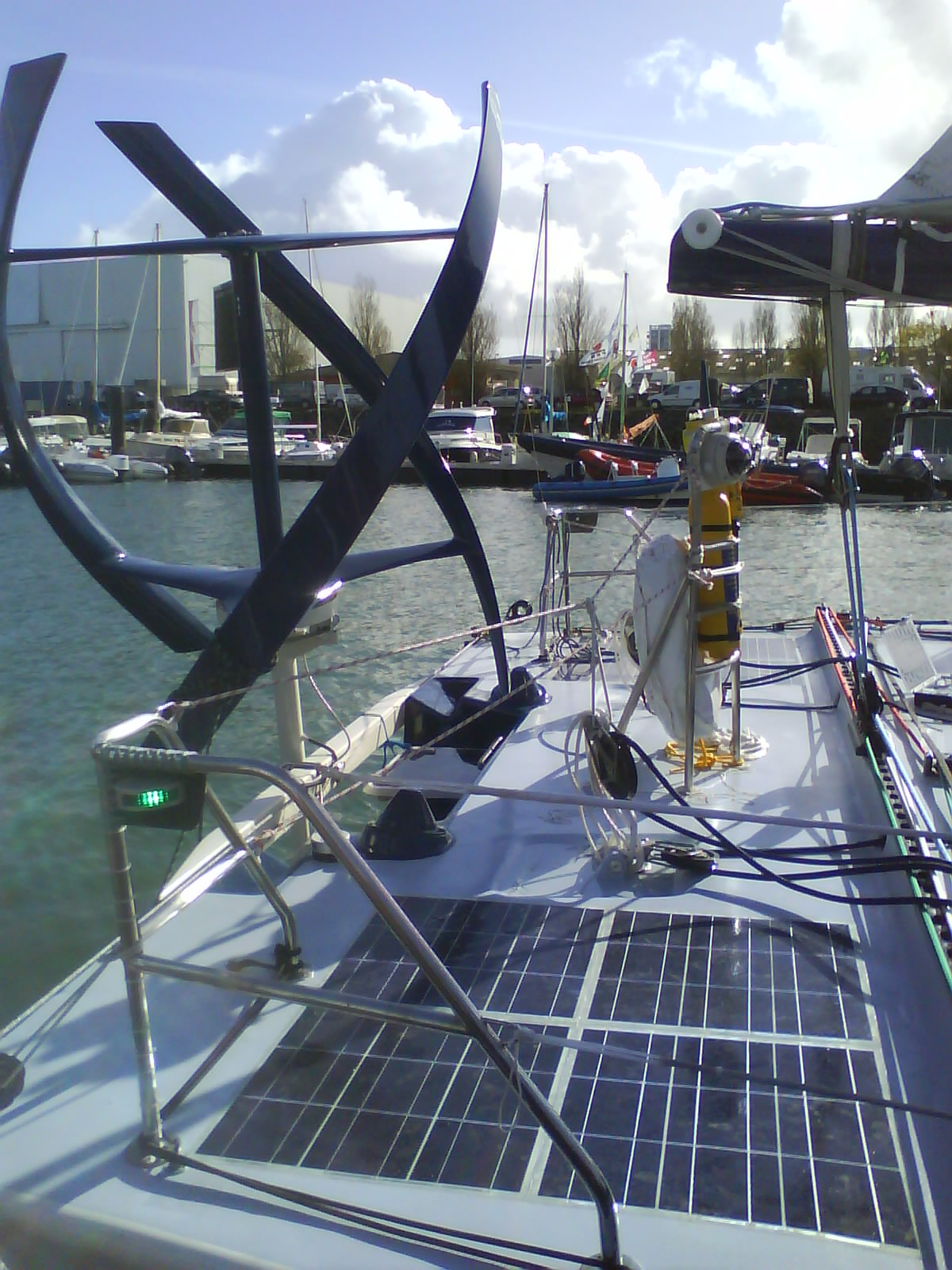
Eolienne à axe vertical et panneaux solaires
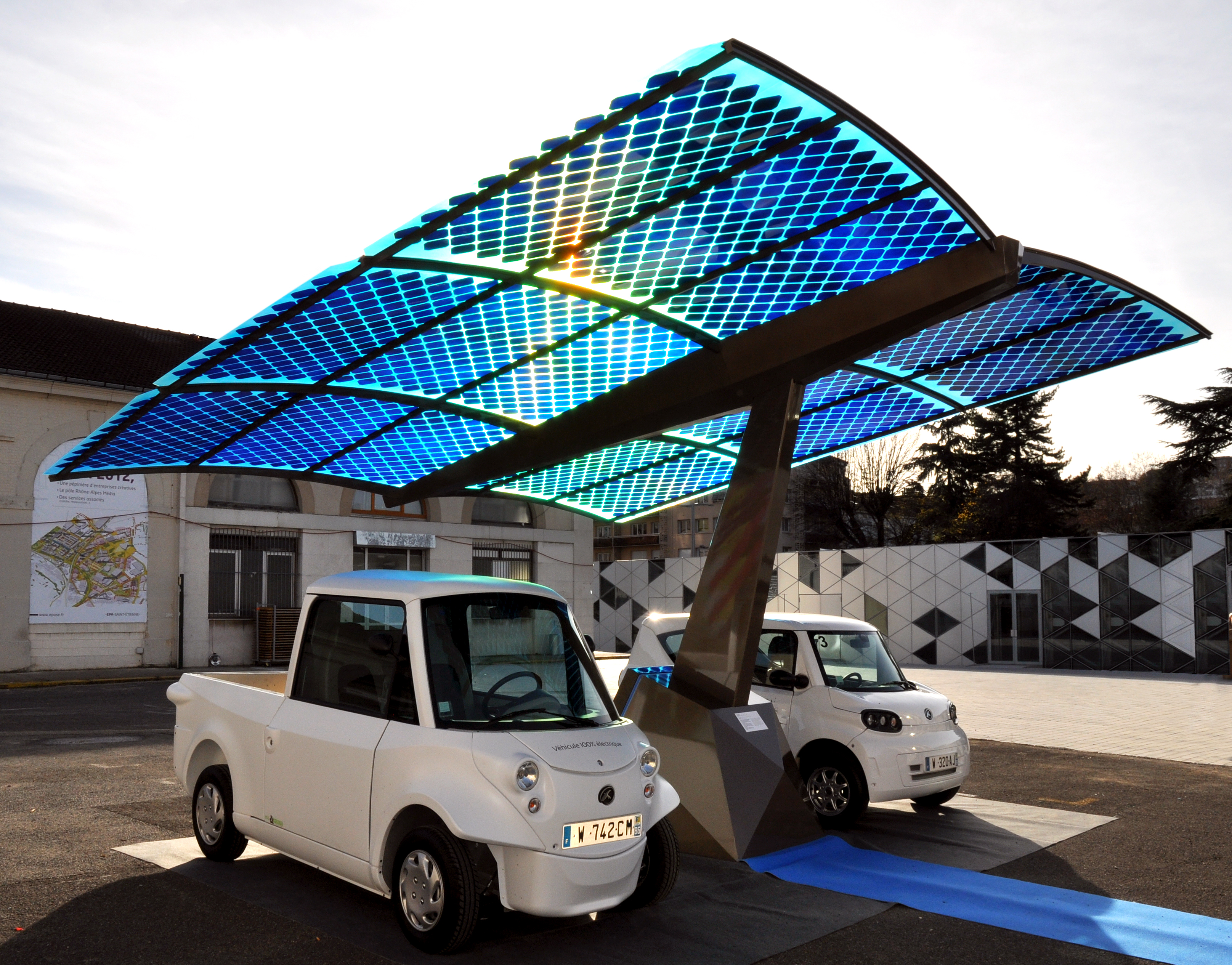
L'Ombrière station de recharge SUDI

## Palmarès[réf.nécessaire]
- 1990 : 1er du Championnat de France de First Class 8

- 1993 : 2e classement bizut de la Solitaire du Figaro

- 1994 : 26e de la Solitaire du Figaro

- 1995 :10e de la Solitaire du Figaro

- 1996 : Naufrage lors du Vendée Globe (hors compétition)

- 1997 : 5e de la Transat Jacques-Vabre et Vainqueur de la catégorie monocoque 50 pieds avec Pete Goss

- 1998 :12e de la Route du Rhum sur Sodebo et bat le record de distance parcourue en 24h sur un monocoque.

- 2000 : Abandon lors du Vendée Globe sur Sogal Extenso, avarie de safran

- 2004 : 12e du Vendée Globe  sur Akena Verandas

- 2008 : 10e du Vendée Globe sur Fondation Océan Vital

## Aviation
En 2021, il réalise 200h de vol dont 10h en continu avec Eraole, avion électrique solaire et carburant végétal[réf. nécessaire].
En 2024, il lance avec Bertrand Piccard le projet Climate Impulse[réf. nécessaire].

## Galerie

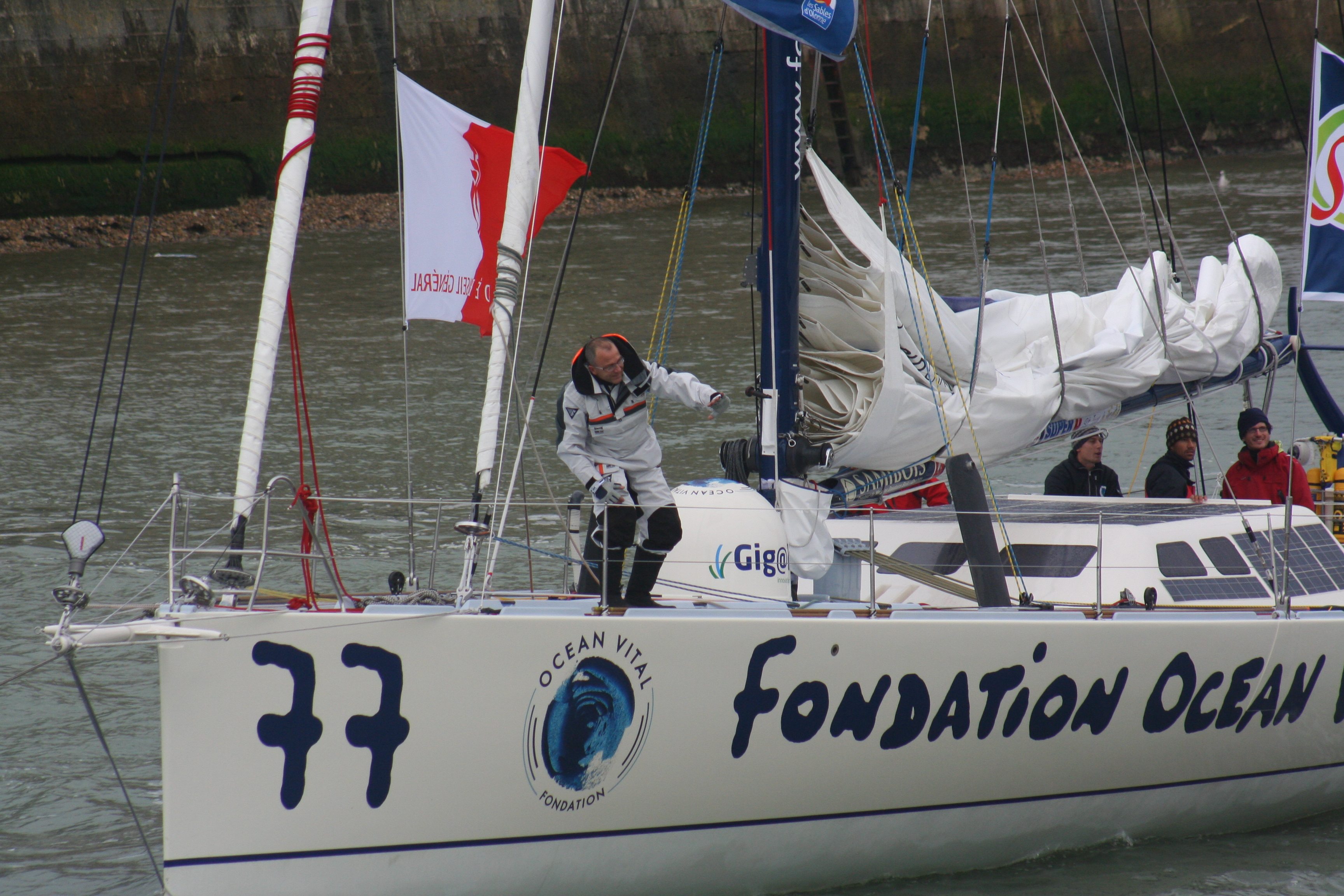
Départ du Vendée Globe 2008/2009
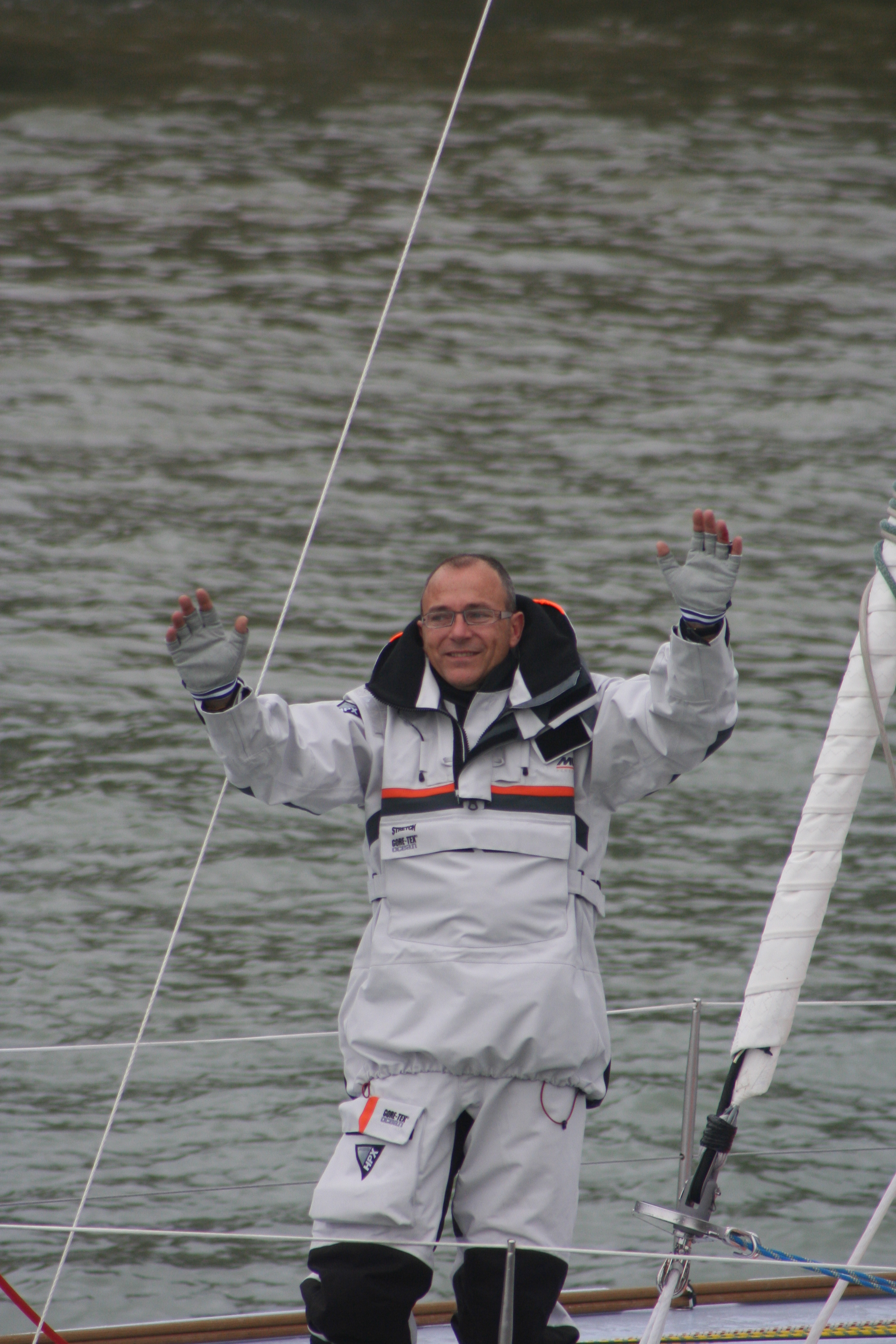
Départ du Vendée Globe 2008/2009
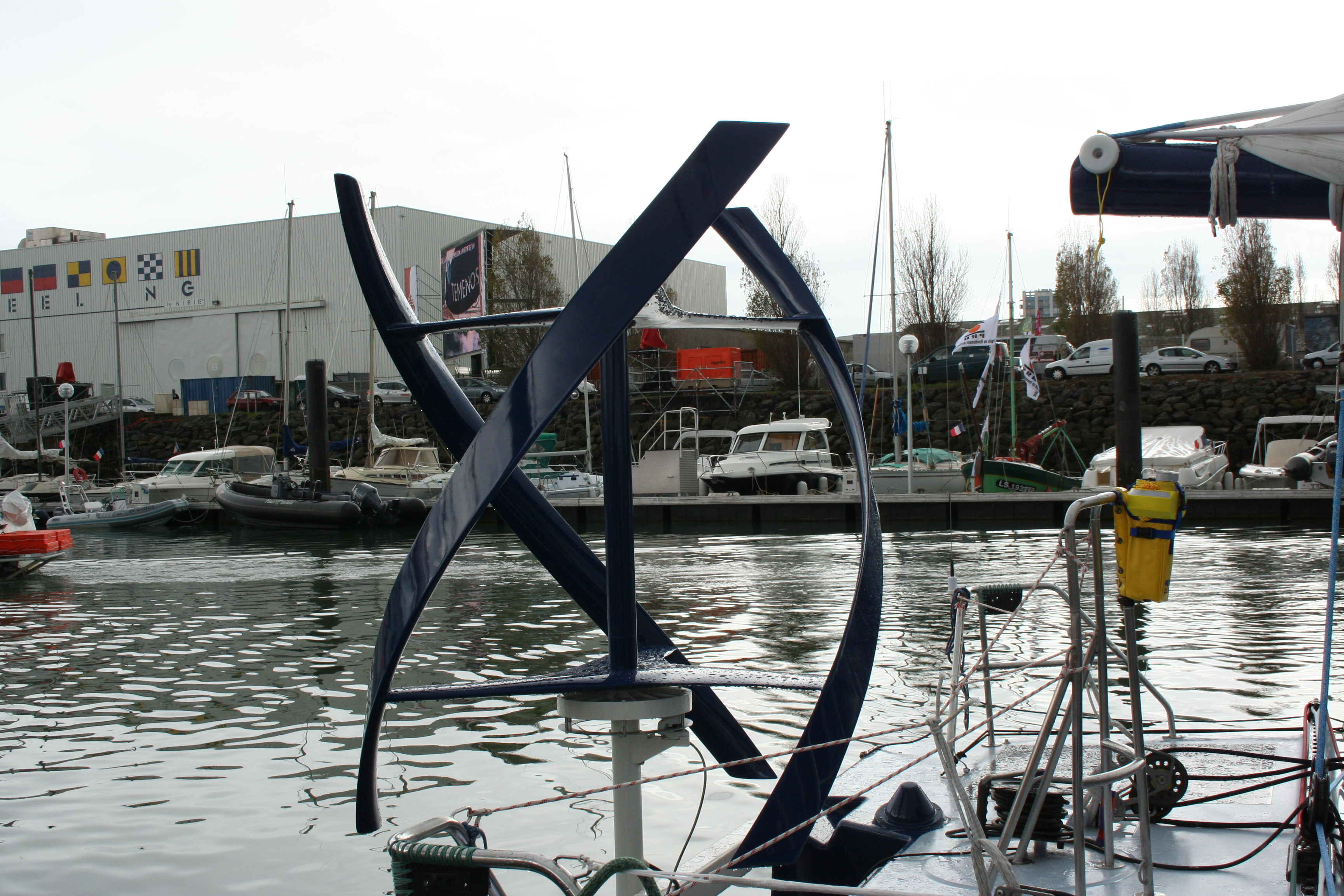
Eolienne à axe vertical sur "Fondation Océan Vital"
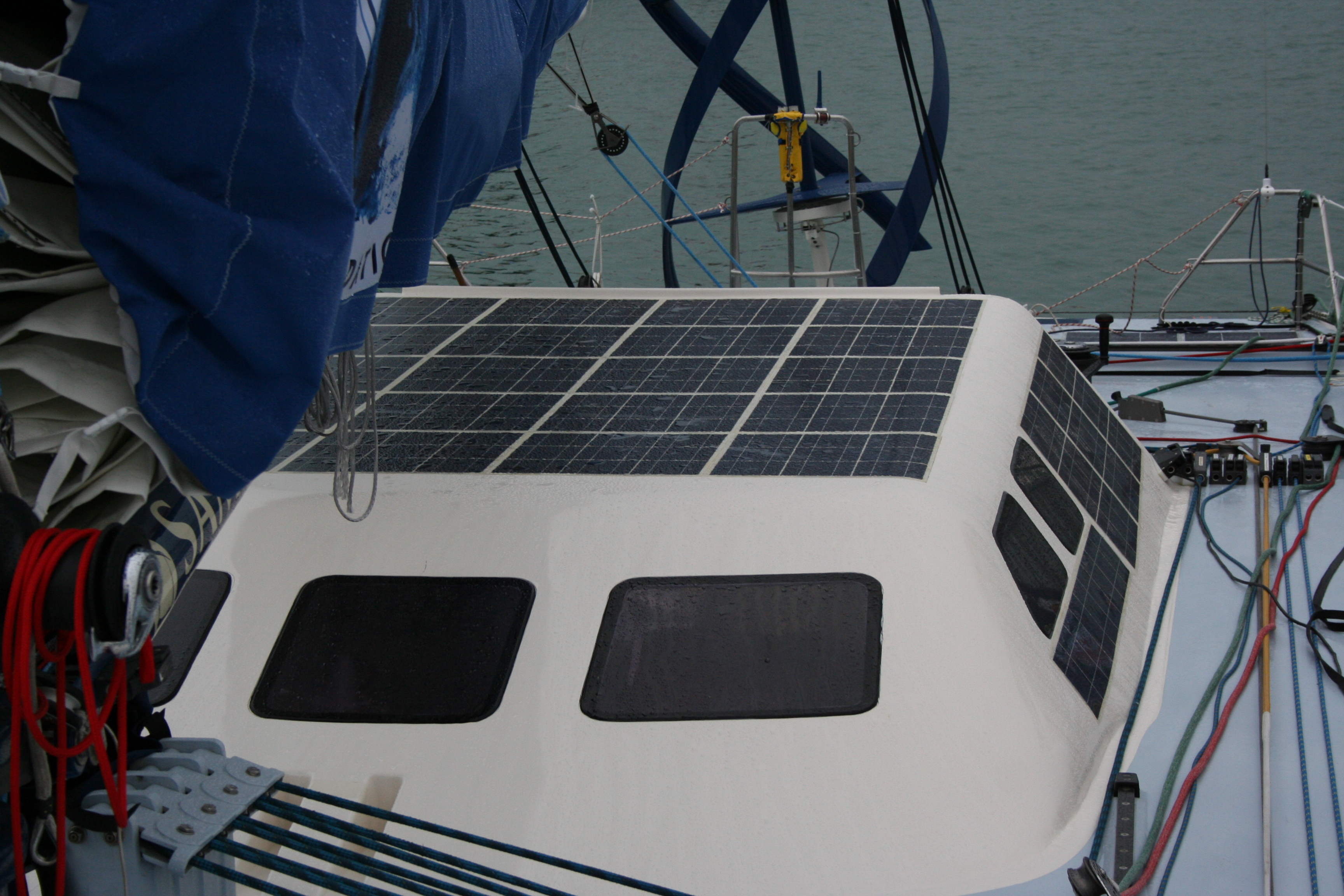
Panneaux solaires sur le roof de "Fondation Océan Vital"
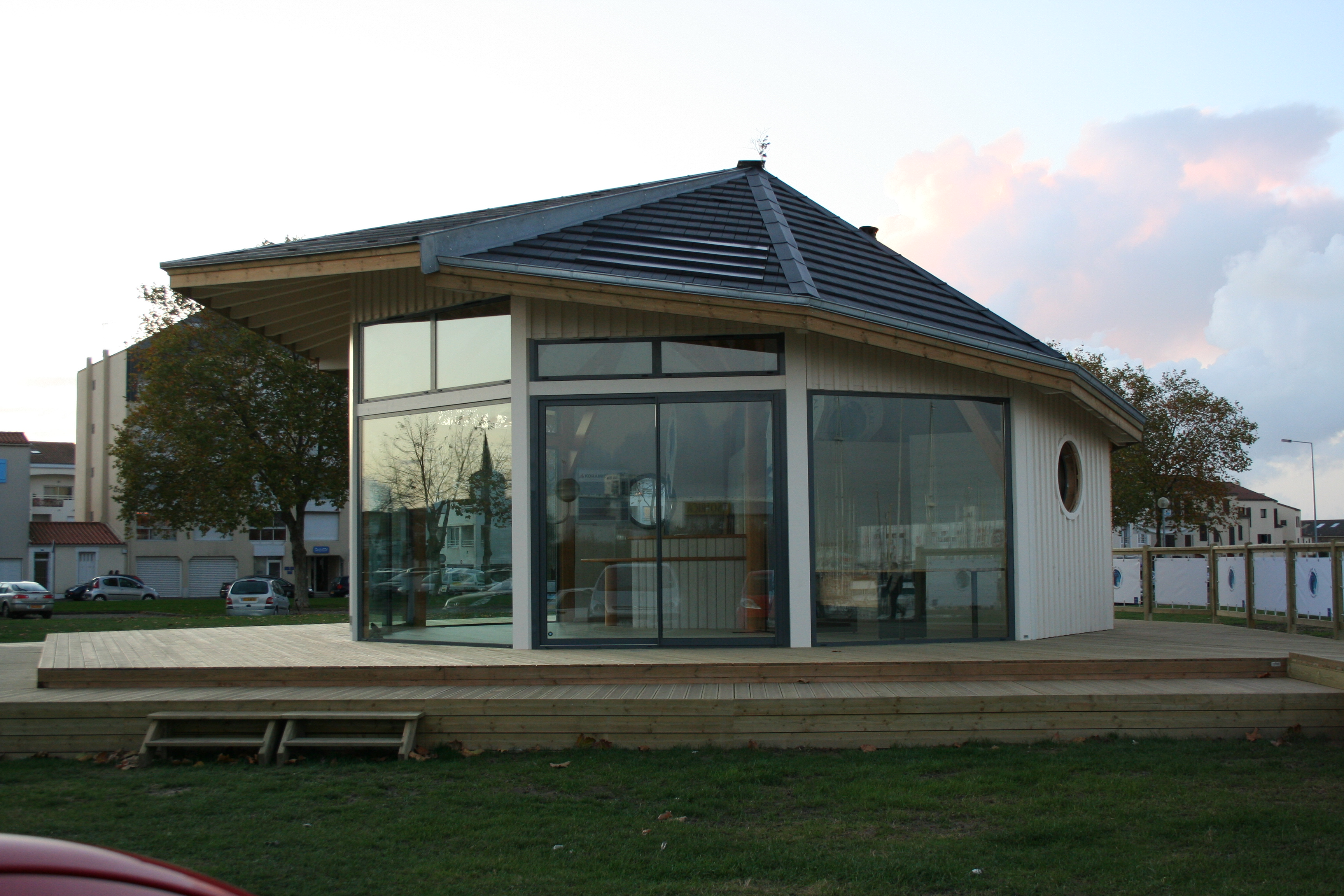
Le Carré d'Eraole réunit toutes les technologies développées par la Fondation Océan Vital.